# Porsche 356
Porsche 356 – sportowy samochód produkowany od 1948 do 1965 przez niemieckie przedsiębiorstwo motoryzacyjne Porsche. Jest to pierwszy wyprodukowany samochód Porsche. Nazwa 356 pochodzi od numeru projektu tego samochodu (był to 349 projekt Ferdynanda Porsche - swoje konstrukcje rozpoczął od numeru 7, tak by korzystniej wypaść przed interesentami, którzy mieli pomyśleć, że Porsche ma już za sobą kilka konstrukcji).

## Historia

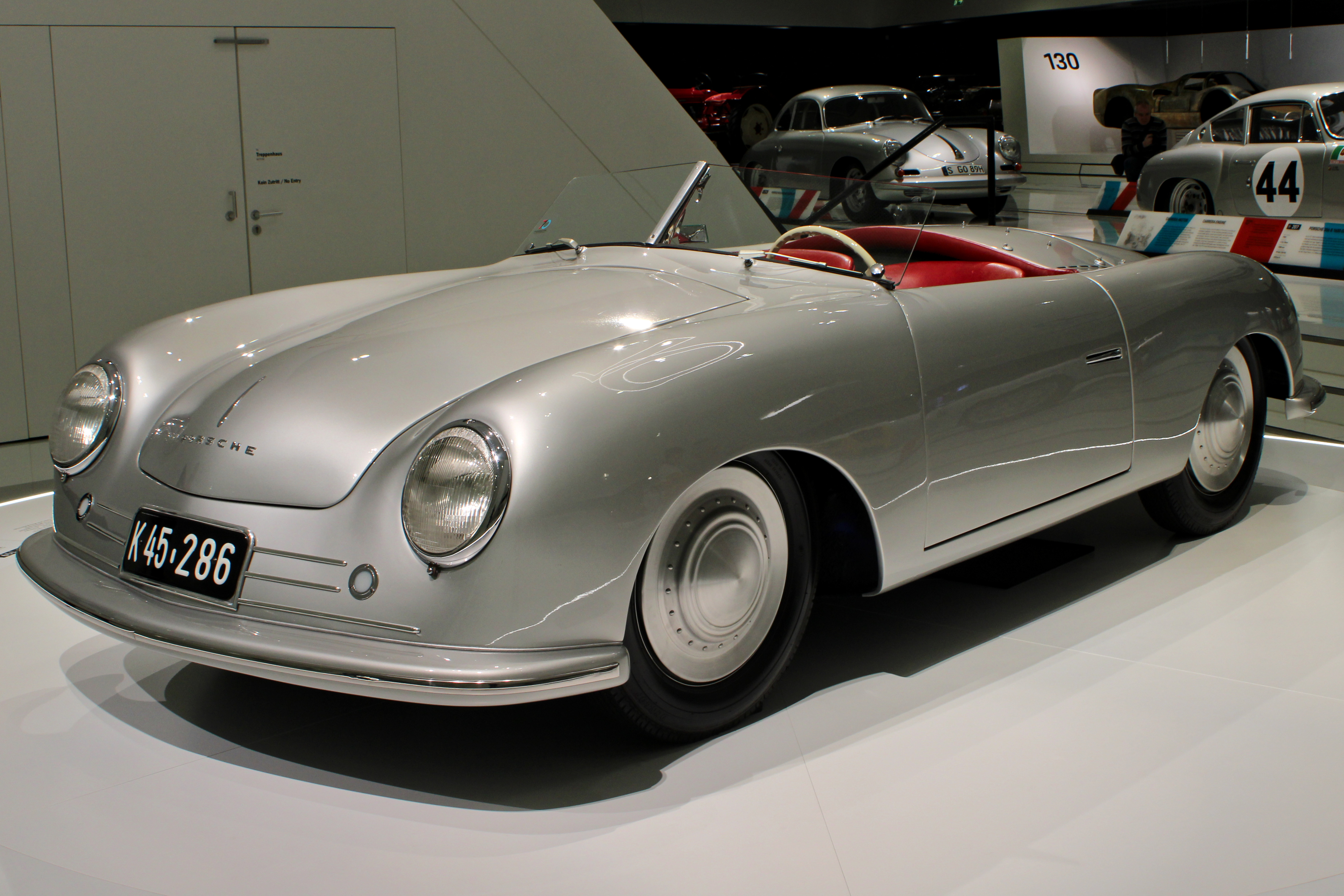
Porsche 356 Nr.1 Roadster 1948

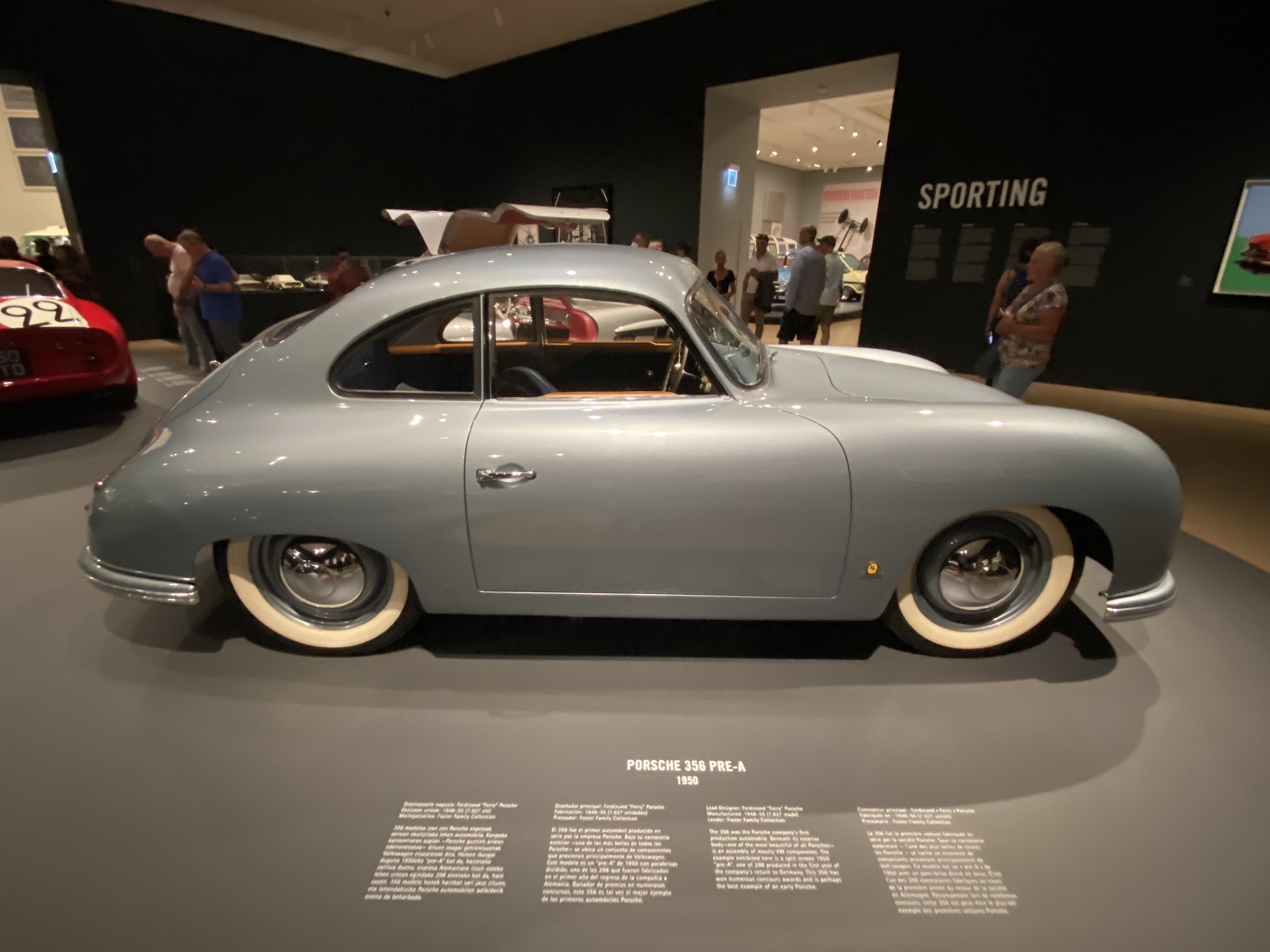
Porsche 356 pre A Coupe (1950)

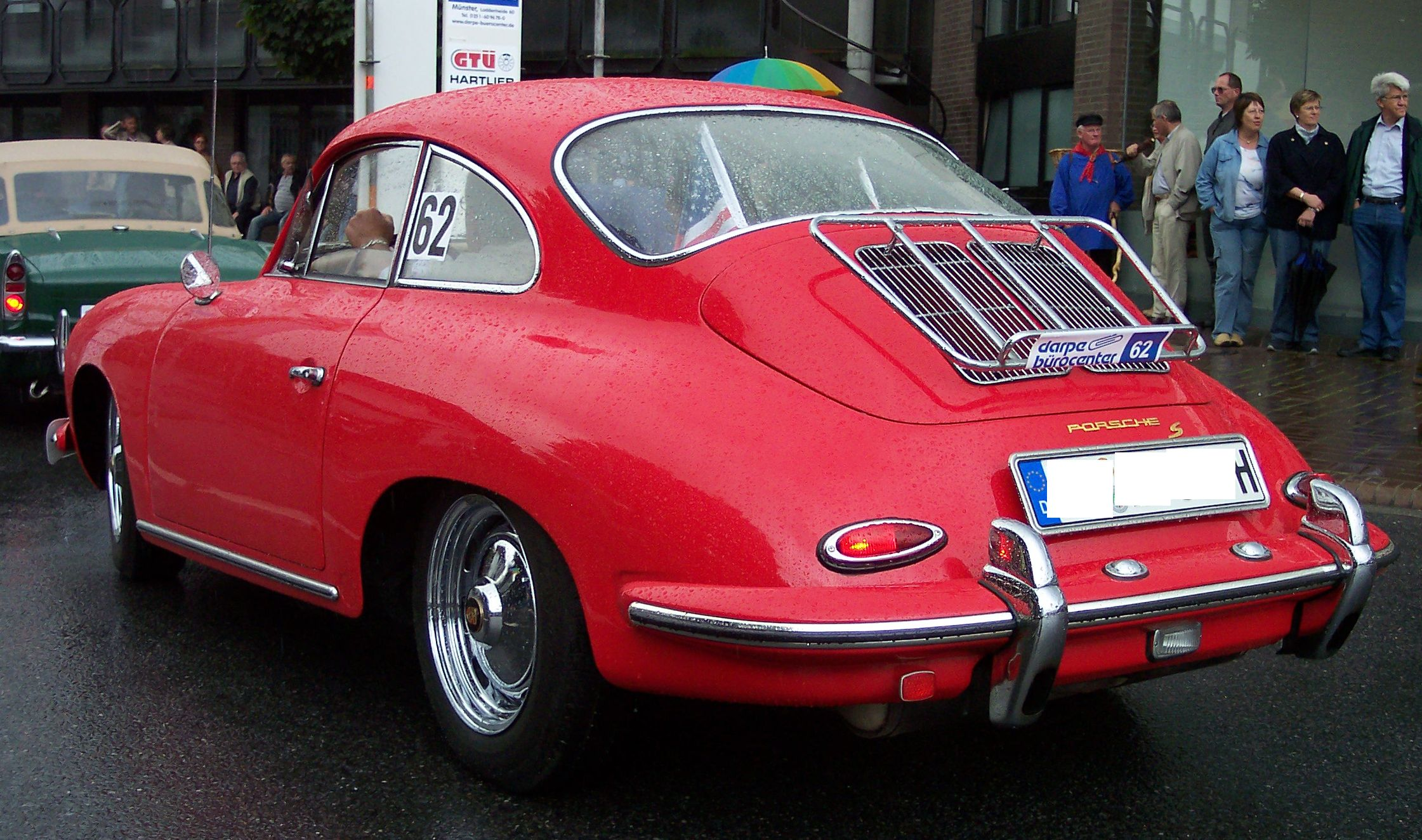
Porsche 356B 1600 Super Coupe

Model 356 jest to pierwszy samochód marki Porsche. Jednakże przed wojną biuro konstrukcyjne Porsche stworzyło projekt Porsche 114 z umieszczonym centralnie silnikiem typu V-10 chłodzonym wodą, który planowało wdrożyć do produkcji seryjnej po raz pierwszy pod marką Porsche. Pomysł storpedowały władze III Rzeszy – więc projekt ten ostatecznie przystosowano do podzespołów seryjnego VW Garbusa. Tak powstał w 3 egzemplarzach model z aerodynamiczną karoserią wykonaną z aluminium – znany jako Porsche Type 64. Na bazie tego projektu po II wojnie światowej powstało Porsche Type 356.
356 została stworzona przez Ferdinanda "Ferry'ego" Porsche (syna dr inż. Ferdinanda Porsche, założyciela firmy). Podobnie jak jego przodek, Volkswagen Garbus (który został zaprojektowany przez Ferdinanda Porsche), 356 była samochodem z czterocylindrowym, chłodzonym powietrzem, umieszczonym z tyłu silnikiem. Napęd przekazywany był na oś tylną. Karoseria 356 została zaprojektowana przez Erwina Komenda, części mechaniczne (wliczając silnik, zawieszenie oraz podwozie) zostały zaadaptowane z Volkswagena. Wczesne prototypy 356 były zbudowane z aluminium, jednak rozwiązanie to było niepraktyczne w razie wdrożenia modelu do produkcji, więc wszystkie następne 356 miały stalową karoserię.
Ze względów finansowych firmy (niższe koszty) do budowy pierwszej 356 użyto wielu części od Volkswagena. Jednakże Porsche szybko przeprojektowało i uszlachetniło auto z naciskiem na osiągi, więc pod koniec lat 50. tylko kilka części było wspólne dla samochodów obydwu marek. W roku 1950 model 356 zyskał sławę wśród entuzjastów po dwóch stronach Atlantyku za jego wyjątkową aerodynamikę i łatwość prowadzenia, jak również za świetną jakość wykonania.
Innowacje techniczne były kontynuowane przez lata produkcji, przyczyniając się do sukcesu i popularności w sportach motorowych. Produkcja modelu 356 trwała do kwietnia 1965, długo po tym, jak we wrześniu 1964 zadebiutował nowy model 911. Z 76 000 pierwotnie wyprodukowanych około połowa przetrwała.

## Warianty
| Produkcja Porsche 356 | Produkcja Porsche 356 |
| Typ                   | Liczba                |
| --------------------- | --------------------- |
| 356 (1950-55)         | 7627                  |
| 356A (1955-59)        | 21 045                |
| 356B (1959-63)        | 30 963                |
| 356C (1963-65)        | 16 668                |
| Razem                 | 76 303                |

Podstawy modelu 356 pozostały niezmienne przez cały okres produkcji, z rozwojowymi, funkcjonalnymi udoskonaleniami. Niemniej jednak różnorodne modele zarówno coupe jak i kabriolety produkowane były od 1948 do 1965.
Kabriolety oferowane były od rozpoczęcia produkcji 356, a we wczesnych latach 50, z czasem ich produkcja przekroczyła 50% ogółu. Najlepiej znaną wersją bez dachu była 356 "Speedster", zaprezentowana pod koniec 1954 po tym jak Max Hoffman, jedyny importer Porsche w USA, doradził firmie, że tańsza wersja z otwartym dachem mogłaby się dobrze sprzedawać w Ameryce. Z jego nisko pochyloną szybą przednią oraz kubełkowymi siedzeniami, Speedster okazał się wielkim hitem, szczególnie w Południowej Kalifornii. Produkcja modelu Speedster doszła do 1171 samochodów w 1957 a następnie zaczęła spadać, pod koniec roku 1958 Speedster został zastąpiony modelem "Convertible D". Posiadał wyższą, praktyczniejszą szybę przednią, szklane boczne szyby, oraz wygodniejsze siedzenia. W następnym roku, model 356B "Roadster" zastąpił model D. Pod koniec lat 60. sprzedaż modelu 356 ze składanym dachem zaczęła spadać.
Ostatni modelem 356 była 356C która została wprowadzona w roku 1964. Posiadał on hamulce tarczowe jak również opcję zamontowania najmocniejszego silnika pushrod jaki kiedykolwiek został wytworzony w Porsche, była to 95-konna jednostka "SC". Produkcja 356 doszła do 14151 samochodów w 1964. W tym samym roku zaprezentowany został następca – 911. Firma kontynuowała sprzedaż 356C w Północnej Ameryce przez rok 1965. Ostatnie dziesięć 356 (kabriolety) zmontowano na początku 1966 jako rocznik 1965.
W 1952 roku cena wynosiła 10 500 marek (2625$) za coupe lub 12 500 marek (3125$) za kabriolet. Dzisiaj ceny wahają się pomiędzy 20 000$ do sporo ponad 100 000$ na aukcjach.

## Porsche 356 w wyścigach
Porsche 356 odniosło wiele sukcesów w wyścigach m.in. w: 24 godzinnym wyścigu Le Mans, the Mille Miglia, Targa Florio, Carrera Panamericana jak również w wielu innych ważnych wydarzeniach sportowych.